# Ellington (Missouri)
Ellington è un comune degli Stati Uniti d'America, situato nello Stato del Missouri, nella contea di Reynolds.